# Museo di arte sacra (Mirabella Eclano)
Il Museo Arte Sacra (MAS) è un museo che espone materiale di arte legata alla vita religiosa della Parrocchia Santa Maria Maggiore di Mirabella Eclano. È stato inaugurato il 30 aprile 2009.

## Struttura
Il percorso museale si articola in 5 sale ospitate nei locali che un tempo ospitavano le confraternite del SS. Rosario e di San Prisco, al lato della chiesa di Santa Maria Maggiore, in Via Eclano. Al percorso museale appartiene anche l-ex Cappella della Madonna del Gonfalone caratterizzata dal pavimento maiolicato del XVIII sec.
In alcune sale durante la ristrutturazione, sotto il pavimento, sono state rinvenute tracce murarie del XV-XVII sec. presumibilmente appartenenti a granarie circolari, una vetusta struttura di basolato e una fornace trapezoidale del XIII sec. probabilmente usata per la fusione di una campana. Queste strutture sono visibili dal piano di calpestio calpestabile in cristallo.

## Collezione
Il percorso espositivo si articola in varie sezioni:
- Sopravvesti liturgiche del XVIII sec.
- Patrimonio delle confraternite consistente in insegne e vari ornamenti (XVIII-XIX sec.), tela di Michele Ricciardi (XVIII sec.), catini in lamina d’ottone sbalzato per l'offertorio (XV e XVI sec.);
- Vari argenti d'area napoletana (XVIII sec.) dei quali rilevanti sono una croce astile del 1682 e il busto reliquario di San Prisco;
- Piviale e dalmatica (XVIII sec.);
- Platee, messali, antifonari (dal XVI al XVIII sec.);
- Archivio storico e libri della biblioteca di "Monsignor Nicola Gambino";
- Exultet o Rotolo di Quintodecimo, pergamene dell’archivio, libri corali editi a Venezia nel XVIII secolo, tela raffigurante la Madonna del Gonfalone;
- 8 raccoglie sei campane, tra cui la più antica, angioina, del 1274.